# Cam Newton
Cameron Jerrell "Cam" Newton (Atlanta, Georgia; 11 de mayo de 1989) es un jugador profesional de fútbol americano estadounidense que jugaba en la posición de quarterback para los Carolina Panthers, dónde previamente ya había jugado. También jugó para los New England Patriots antes de volver a Carolina.

## Biografía
Newton asistió a Westlake High School en Atlanta, Georgia, donde jugó al fútbol americano para los Westlake Lions. A los 16 años, ya había conseguido 2,500 yardas por pase y 23 touchdowns, ganando 628 yardas en carrera para nueve touchdowns.
El 30 de diciembre de 2015 confirmó via Twitter que su novia, Kia Proctor, había dado a luz a un niño, Chosen Sebastian, el 24 de diciembre, en Atlanta. En febrero de 2017, nació su hija, Sovereign Dior Cambella. Proctor dio a luz al tercer hijo de la pareja, un varón llamado Camidas Swain, en julio de 2018. En mayo de 2019 confirmó el cuarto embarazo de Proctor. Su hijo Cashmere Saint nació el 18 de diciembre de 2019. Newton también tiene una hija de una relación anterior, Shakira, nacida en 2007.

## Carrera

### Universidad
Tras su gran paso por el instituto, recibió ofertas de Florida, Georgia, Maryland, Mississippi (Ole Miss), Mississippi (Bulldogs), Oklahoma y Virginia Tech. Finalmente, Newton se decantó por Florida, aunque después de dos temporadas con los Gators, debido a diferentes problemas de actitud fue transferido a una universidad en Texas antes de volver a ser transferido a Auburn.

#### Estadísticas
|         | Denota temporada en la que fue campeón de la NCAA |
| Negrita | Máximo de carrera                                 |

| Año   | Equipo  | Partidos | Partidos | Pase | Pase | Pase | Pase  | Pase | Pase | Pase | Carrera | Carrera | Carrera | Carrera |
| Año   | Equipo  | PJ       | PT       | Cmp  | Att  | Pct  | Yards | TD   | Int  | Rtg  | Att     | Yards   | Avg     | TD      |
| ----- | ------- | -------- | -------- | ---- | ---- | ---- | ----- | ---- | ---- | ---- | ------- | ------- | ------- | ------- |
| 2007  | Florida |          |          | 5    | 10   | 50.0 | 40    | 4.0  | 0    | 0    | 16      | 103     | 6.4     | 3       |
| 2008  | Florida |          |          | 1    | 2    | 50.0 | 14    | 7.0  | 0    | 0    | 5       | 10      | 2.0     | 1       |
| 2009  | Blinn   |          |          | 204  | 336  | 60.7 | 2,833 | 8.4  | 22   | 5    | 108     | 655     | 6.1     | 16      |
| 2010  | Auburn  |          |          | 185  | 280  | 66.1 | 2,854 | 10.2 | 30   | 7    | 264     | 1,473   | 5.6     | 20      |
| Total | Total   |          |          | 395  | 628  | 62.9 | 5,741 | 9.1  | 52   | 12   | 393     | 2,241   | 5.7     | 40      |

### NFL

#### Carolina Panthers
Newton fue seleccionado por los Carolina Panthers en la primera ronda (puesto 1) del draft de 2011. El 29 de julio de 2011, Newton firmó un contrato de cuatro años con los Panthers, por un valor de $22 millones. Newton quería el número 2 (que tenía Jimmy Clausen), debido a que fue el número que utilizó en su paso por Auburn, pero finalmente se quedó con el 1 que los Panthers le habían asignado del draft.

#### New England Patriots
El 31 de agosto de 2021, Newton fue cortado por los Patriots.

#### Regreso a Carolina
El 11 de noviembre de 2021, debido a una lesión de Sam Darnold, los Carolina Panthers ficharon a Cam Newton.

## Estadísticas
| Negrita | Máximo de carrera |

### Temporada regular
| Año   | Equipo | Partidos | Partidos | Partidos | Pase  | Pase  | Pase | Pase   | Pase | Pase | Pase | Pase | Carrera | Carrera | Carrera | Carrera |
| Año   | Equipo | PJ       | PT       | Récord   | Comp  | Att   | Pct  | Yds    | Avg  | TD   | Int  | Rate | Att     | Yds     | Avg     | TD      |
| ----- | ------ | -------- | -------- | -------- | ----- | ----- | ---- | ------ | ---- | ---- | ---- | ---- | ------- | ------- | ------- | ------- |
| 2011  | CAR    | 16       | 16       | 6-10     | 310   | 517   | 60.0 | 4,051  | 7.8  | 21   | 17   | 84.5 | 126     | 706     | 5.6     | 14      |
| 2012  | CAR    | 16       | 16       | 7-9      | 280   | 485   | 57.7 | 3,869  | 8.0  | 19   | 12   | 86.2 | 127     | 741     | 5.8     | 8       |
| 2013  | CAR    | 16       | 16       | 12-4     | 292   | 473   | 61.7 | 3,379  | 7.1  | 24   | 13   | 88.8 | 111     | 585     | 5.3     | 6       |
| 2014  | CAR    | 14       | 14       | 5−8−1    | 262   | 448   | 58.5 | 3,127  | 7.0  | 18   | 12   | 82.1 | 103     | 539     | 5.2     | 5       |
| 2015  | CAR    | 16       | 16       | 15-1     | 296   | 495   | 59.8 | 3,837  | 7.8  | 35   | 10   | 99.4 | 132     | 636     | 4.8     | 10      |
| 2016  | CAR    | 15       | 14       | 6−8      | 270   | 510   | 52.9 | 3,509  | 6.9  | 19   | 14   | 75.8 | 90      | 359     | 4.0     | 5       |
| 2017  | CAR    | 16       | 16       | 11−5     | 291   | 492   | 59.1 | 3,302  | 6.7  | 22   | 16   | 80.7 | 139     | 754     | 5.4     | 6       |
| 2018  | CAR    | 14       | 14       | 6−8      | 320   | 471   | 67.5 | 3,395  | 7.2  | 24   | 13   | 94.2 | 101     | 488     | 4.8     | 4       |
| 2019  | CAR    | 2        | 2        | 0−2      | 50    | 89    | 56.2 | 572    | 6.4  | 0    | 1    | 71.0 | 5       | −2      | −0.4    | 0       |
| 2020  | NE     | 15       | 15       | 7−8      | 242   | 368   | 65.8 | 2,657  | 7.2  | 8    | 10   | 82.9 | 137     | 592     | 4.3     | 12      |
| 2021  | CAR    | 4        | 3        | 0−3      | 44    | 75    | 58.7 | 467    | 6.2  | 3    | 3    | 73.6 | 26      | 112     | 4.3     | 4       |
| Total | Total  | 144      | 142      | 75-66-1  | 2,657 | 4,423 | 60.1 | 32,165 | 7.3  | 193  | 121  | 85.6 | 1,097   | 5,510   | 5.0     | 74      |

### Playoffs
| Temporada | Equipo  | Juegos | Registro (V-D) | Pases | Pases | Pases | Pases | Pases | Pases | Pases | Pases | Pases  | Acarreos | Acarreos | Acarreos | Acarreos | Acarreos | Capturas | Capturas | Fumbles | Fumbles |
| Temporada | Equipo  | Juegos | Registro (V-D) | Comp  | Att   | Pct   | Yds   | YPA   | Lg    | TD    | Int   | Índice | Att      | Yds      | Prom     | Lg       | TD       | Cap      | Yds      | Fum     | Perd    |
| --------- | ------- | ------ | -------------- | ----- | ----- | ----- | ----- | ----- | ----- | ----- | ----- | ------ | -------- | -------- | -------- | -------- | -------- | -------- | -------- | ------- | ------- |
| 2013      | CAR     | 1      | 0-1            | 16    | 25    | 64.0  | 267   | 10.7  | 59    | 1     | 2     | 79.9   | 10       | 54       | 5.4      | 11       | 0        | 5        | 35       | 0       | 0       |
| 2014      | CAR     | 2      | 1-1            | 41    | 68    | 60.3  | 444   | 6.5   | 39    | 4     | 3     | 80.8   | 18       | 72       | 4.0      | 13       | 0        | 3        | 16       | 3       | 2       |
| 2015      | CAR     | 3      | 2-1            | 53    | 91    | 58.2  | 761   | 8.4   | 86    | 3     | 2     | 87.3   | 27       | 95       | 3.5      | 14       | 2        | 8        | 85       | 2       | 2       |
| Carrera   | Carrera | 6      | 3-3            | 110   | 184   | 59.8  | 1,472 | 8.0   | 86    | 8     | 7     | 83.9   | 55       | 221      | 4.0      | 14       | 2        | 16       | 136      | 5       | 4       |

### Super Bowl
| Temporada | Equipo  | Rival   | Edición | Resultado | Pases | Pases | Pases | Pases | Pases | Pases | Pases | Pases  | Acarreos | Acarreos | Acarreos | Acarreos | Capturas | Capturas | Fumbles | Fumbles |
| Temporada | Equipo  | Rival   | Edición | Resultado | Comp  | Att   | Pct   | Yds   | YPA   | TD    | Int   | Índice | Att      | Yds      | Prom     | TD       | Cap      | Yds      | Fum     | Perd    |
| --------- | ------- | ------- | ------- | --------- | ----- | ----- | ----- | ----- | ----- | ----- | ----- | ------ | -------- | -------- | -------- | -------- | -------- | -------- | ------- | ------- |
| 2015      | CAR     | DEN     | 50      | P 10-24   | 18    | 41    | 43.90 | 265   | 6.46  | 0     | 1     | 55.4   | 6        | 45       | 7.5      | 0        | 6        | 64       | 2       | 2       |
| Carrera   | Carrera | Carrera | 1       | 0-1       | 18    | 41    | 43.9  | 265   | 6.46  | 0     | 1     | 55.4   | 6        | 45       | 7.5      | 0        | 6        | 64       | 2       | 2       |

## Récords

### NFL
- Mayor número de touchdowns de carrera como quarterback: 50[9]
- Mayor número de partidos con un/a pase/carrera para touchdown: 32[10]
- Mayor número de premios al Jugador de la Semana/Mes en una temporada: 5 (empatado con Tom Brady)[11]
- Primer quarterback en la historia de la NFL en ganar los premios Rookie Ofensivo del Año (2011) y MVP (2015)
- Tiene el récord de más yardas por la vía aérea para un novato en su primer partido(422 yardas)

### Carolina Panthers
- Mayor número de yardas combinadas (pase/carrera)[12]
- Mayor número de premios al Jugador Ofensivo de la Semana/Mes en una temporada: 5[13]
- Segundo jugador en ganar más de una vez el premio al Jugador Ofensivo de la Semana/Mes en una temporada[14]
- Mayor número de pases para touchdown en un partido: 5 (tres veces; empatado con Steve Beuerlein)[15]
- Mayor número de pases completos de forma consecutiva: 15 (6 de diciembre de 2015 vs. New Orleans Saints)[16]
- Primer quarterback en conseguir 4 pases de touchdown en la primera parte de un partido (22 de noviembre de 2015 vs. Washington Redskins)[17]

## Cultura popular
Newton es reconocido por hacer el dab cada vez que anota un touchdown, y se ha convertido en su firma particular.